# Кандик
Канди́к (каз. Қандық) — село у складі Теректинського району Західноказахстанської області Казахстану. Входить до складу Анкатинського сільського округу.
Населення — 107 осіб (2021; 257 у 2009, 363 у 1999, 320 у 1989).